# آني ثورمان
آني ثورمان (بالإنجليزية: Annie Thurman)‏ هي ممثلة أمريكية، ولدت في 14 نوفمبر 1996 في ناشفيل في الولايات المتحدة.

## أعمال

### أفلام
- مباريات الجوع

## وصلات خارجية
- الموقع الرسمي
- آني ثورمان على موقع IMDb (الإنجليزية)
- آني ثورمان على موقع ألو سيني (الفرنسية)
- آني ثورمان على موقع أول موفي (الإنجليزية)
- آني ثورمان على موقع قاعدة بيانات الفيلم (الإنجليزية)
- آني ثورمان على موقع كينوبويسك (الروسية)